# Grumman F2F
El Grumman F2F era un avión de caza biplano monomotor con tren de aterrizaje retráctil, que prestó servicio como caza estándar de la Armada de los Estados Unidos (U.S. Navy) entre 1936 y 1940. Fue diseñado para operar desde portaaviones o desde bases terrestres.

## Historia, diseño y desarrollo
Las sobresalientes prestaciones del caza biplaza Grumman FF-1, que era significativamente más rápido que los cazas monoplaza de su época, propiciaron que el equipo de diseño de Grumman considerara en firme el enorme potencial de una versión monoplaza del modelo, de manera que en junio de 1932 se sometió a la U.S. Navy la propuesta denominada Grumman G-8. El prototipo XF2F-1 encargado el 2 de noviembre de 1932, era ligeramente menor que su antecesor, con fuselaje metálico semi-monocasco y alas también metálicas pero revestidas en tela, con alerones sólo en el plano superior. La planta motriz consistía en el motor radial experimental Pratt & Whitney XR-1534-44 Twin Wasp Junior de 625 HP y el armamento comprendía dos ametralladoras Browning de 7,62 mm en la parte superior de la sección delantera del fuselaje; bajo las alas podían instalarse soportes para llevar dos bombas de 50 kg; además el nuevo diseño incorporaba compartimientos estancos sellados con el objetivo de reducir el peso y mejorar las posibilidades de supervivencia en caso de amerizaje.

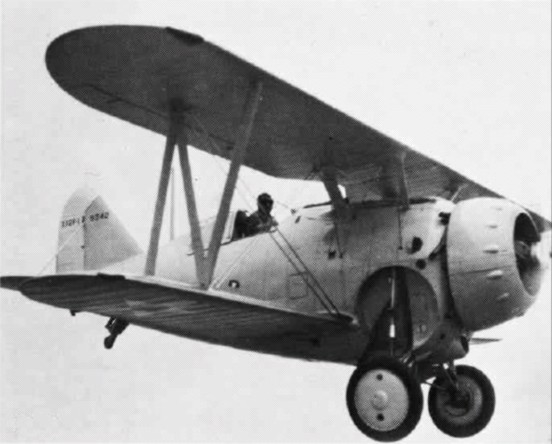
Prototipo Grumman XF2F-1.

El prototipo salió de la factoría para el primer vuelo el 18 de octubre de 1933 y éste tuvo lugar con Jimmy Collins a los mandos, en el que alcanzó los 369 km/h a 2.560 metros de altura (35 km/h más rápido que el FF-1 a la misma altitud). La maniobrabilidad también era superior que la del biplaza FF-1. Tras las evaluaciones efectuadas por el propio fabricante, este aparato fue puesto en manos de los pilotos de pruebas de la U.S. Navy, quienes llevaron a cabo un programa de seis meses. En su transcurso se constató una velocidad máxima de 370 km/h a 2.500 m y una velocidad inicial de trepada de 940 m por minuto; sin embargo, hubo que anotar que el corto y corpulento fuselaje acusaba cierta inestabilidad direccional y que las cualidades en barrena no eran las más adecuadas, se introdujeron cambios menores, que incluían una cubierta mayor, un aumento de 15 cm en la envergadura del plano superior y la sustitución del capó NACA por otro de menor diámetro y con carenados para las cabezas de los cilindros.

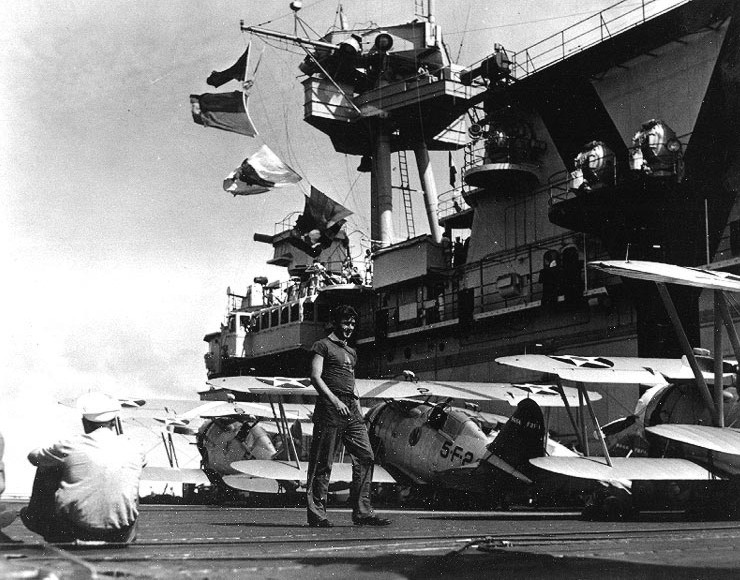
Cazas F2F en el portaaviones USS Yorktown (CV-5).

La U.S. Navy ordenó 54 cazas F2F-1 de producción el 17 de mayo de 1934, siendo entregado el primer ejemplar de serie el 28 de enero de 1935 y el último 10 meses más tarde. Un ejemplar adicional fue pedido para reemplazar uno accidentado el 16 de marzo de 1935, por lo que el total de F2F-1 entregados fue de 55 aparatos.

## Operadores
Estados Unidos
- Armada de los Estados Unidos

## Servicio operacional
Los F2F-1 empezaron a sustituir a los Boeing F4B-2 del VF-2B, destinado al portaaviones USS Lexington, el 19 de febrero de 1935. El F2F-1 tuvo una relativamente larga carrera de servicio para su época, ya que sirvió en escuadrones de primera línea desde 1935 hasta septiembre de 1940, cuando se comenzaron a recibir los F3F-3 como reemplazo. Para el mes de septiembre de 1940 el F2F ya había sido totalmente reemplazado en los escuadrones de caza, aunque continuó en activo utilizado como entrenador de tiro y avión utilitario en distintas bases aeronavales. 

## Especificaciones (Grumman F2F-1)

### Características generales
- Tripulación: 1
- Longitud: 6,5 m (21,4 ft)
- Envergadura: 8,7 m (28,5 ft)
- Altura: 2,8 m (9,1 ft)
- Superficie alar: 21,4 m² (230,4 ft²)
- Peso vacío: 1221 kg (2691,1 lb)
- Peso máximo al despegue: 1745 kg (3846 lb)
- Planta motriz: 1× motor radial Pratt & Whitney R-1535-72 "Twin Wasp Jr".
  - Potencia:

### Rendimiento
- Velocidad máxima operativa (Vno): 383 km/h (238 MPH; 207 kt)
- Alcance: 1585 km (856 nmi; 985 mi)
- Techo de vuelo: 8384 m (27 507 ft)

### Armamento
- Ametralladoras: 2× M1919 Browning de 7,62 mm

### Desarrollos relacionados
- Grumman F3F

### Secuencias de designación
- Secuencia G-_ (interna de Grumman): ← G-5 - G-6 - G-7 - G-8 - G-9 - G-10 - G-11 →
- Secuencia F_F (Cazas de la Armada estadounidense, 1922-1962 (Grumman, 1931-1962): FF - F2F - F3F - F4F - F5F →

### Listas relacionadas
- Anexo:Aeronaves militares de los Estados Unidos (navales)
- Anexo:Cazas del periodo de entreguerras
- Anexo:Lista de biplanos